# University Park (Iowa)
University Park és una població dels Estats Units a l'estat d'Iowa. Segons el cens del 2000 tenia 536 habitants.

## Demografia
Segons el cens del 2000, University Park tenia 536 habitants, 195 habitatges, i 139 famílies. La densitat de població era de 268,8 habitants/km².
Dels 195 habitatges en un 33,3% hi vivien nens de menys de 18 anys, en un 62,1% hi vivien parelles casades, en un 6,2% dones solteres, i en un 28,7% no eren unitats familiars. En el 21,5% dels habitatges hi vivien persones soles el 6,7% de les quals corresponia a persones de 65 anys o més que vivien soles. El nombre mitjà de persones vivint en cada habitatge era de 2,55 i el nombre mitjà de persones que vivien en cada família era de 2,99.
Per edats la població es repartia de la següent manera: un 25,6% tenia menys de 18 anys, un 17% entre 18 i 24, un 28,2% entre 25 i 44, un 15,5% de 45 a 60 i un 13,8% 65 anys o més.
L'edat mediana era de 30 anys. Per cada 100 dones de 18 o més anys hi havia 97,5 homes.
La renda mediana per habitatge era de 31.875 $ i la renda mediana per família de 35.682 $. Els homes tenien una renda mediana de 30.000 $ mentre que les dones 20.938 $. La renda per capita de la població era de 14.212 $. Entorn del 7,5% de les famílies i el 7,3% de la població estaven per davall del llindar de pobresa.

## Poblacions més properes
El següent diagrama mostra les poblacions més properes.